# Marcel Troupel
Marcel Troupel, né le 6 mai 1930 en Algérie française et mort le 27 septembre 2019 à Antibes, est un skipper français.

## Carrière
Marcel Troupel est sacré champion du monde de 505 en 1968 à Kiel à bord du Lanaverre F 3100 avec Philippe Lanaverre,. Il participe ensuite à l'épreuve de Tempest des Jeux olympiques d'été de 1972 avec Yves Devillers, terminant à la neuvième place.